# تایچی هارا
تایچی هارا (انگلیسی: Taichi Hara؛ زادهٔ ۵ مهٔ ۱۹۹۹) بازیکن فوتبال اهل ژاپن است.
از باشگاه‌هایی که در آن بازی کرده‌است می‌توان به باشگاه فوتبال توکیو اشاره کرد.